# HD264442
HD264442 — хімічно пекулярна зоря спектрального класу
B9 й має видиму зоряну величину в смузі V приблизно 10,1.

## Пекулярний хімічний вміст
Зоряна атмосфера HD264442 має підвищений вміст 
Si
.